# Micer Marsilio Cassotti y su esposa Faustina
Micer Marsilio Cassotti y su esposa Faustina es un óleo sobre tabla de 1523 realizado por el pintor italiano Lorenzo Lotto, ahora ubicado en el Museo del Prado en Madrid (España).

## Historia
Está firmado y fechado como "L. Lotus Pictor / 1523". Es el primer retrato conocido del matrimonio y fue realizado en Italia, inspirado en grabados de Alemania y los Países Bajos.
Sobrevive una nota del artista que describe a los sujetos, su "habiti de seta, scufioti e collane" y el precio original de la obra: 30 denari, luego reducido a 20. Fue encargado por el padre del novio y permaneció en su familia hasta que fue llevado a España, posiblemente en el siglo XVII. Se inscribió en un catálogo de las obras de arte del Alcázar en 1666 y pasó a su actual sede en el siglo XIX.
La muestra a la pareja en el momento del matrimonio, con el novio colocando un anillo en el dedo de la novia. Su vestido rojo es similar al del Retrato de Lucina Brembati. También lleva dos collares, uno de perlas (que simboliza su apego a su marido) y otro de oro. Detrás de la pareja hay un cupido, colocando un yugo sobre sus hombros para simbolizar el vínculo matrimonial y las virtudes necesarias para mantener dicho nuevo vínculo.